# Бернгард Райтсгаммер
Бернгард Райтсгаммер (нім. Bernhard Reitshammer, 17 червня 1994) — австрійський плавець. Учасник Чемпіонату світу з водних видів спорту 2019, де в попередніх запливах на дистанції 50 метрів вільним стилем посів 49-те місце і не потрапив до півфіналу.
Кваліфікувався на літні Олімпійські ігри 2020 у Токіо (Японія).